# Rauf Abdullayev
Rauf Abdullayev, nome completo Rauf Canbaxış oğlu Abdullayev (Qaraağac, 29 ottobre 1937), è un direttore d'orchestra e docente azero, Direttore dell'Orchestra Sinfonica Filarmonica di Stato dell'Azerbaigian. Direttore di Orchestra Sinfonica, professore, Artista del popolo dell'Azerbaigian (1982), Premio di Stato, Ordine della gloria, Laureato dell'Ordine dell'Indipendenza, Vincitore del Premio Internazionale "Golden Chinar" (2018).

## Biografia
Rauf Abdullayev è nato nel 1937 nel villaggio di Karagaj, distretto di Rayon Qubadlı. Si è laureato al Conservatorio statale dell'Azerbaigian (1959) ed al Conservatorio statale di Leningrado (1965).

### Carriera
È stato direttore del Teatro dell'Opera e del Balletto dell'Azerbaigian MF Akhundov nel 1965-1984, cofondatore della Modern Music Chamber Orchestra e BACA nel 1984. È direttore artistico e quinto direttore dell'Orchestra Sinfonica di Stato dell'Azerbaigian di Hajjibekov, direttore artistico del Teatro dell'Opera e del Balletto di Ankara del 1991-1994 e direttore principale di festival musicali internazionali. Per più di 20 anni ha supervisionato oltre 30 spettacoli di opera e balletto (repertorio classico e moderno) come direttore principale del teatro. Ha diretto collettivi popolari in molti paesi (Russia, Germania, Paesi Bassi, Svizzera, Francia, Turchia, Egitto, Stati Uniti, Italia, Dubai, ecc.). Il repertorio comprende opere di molti compositori dell'Europa occidentale, della Russia e dell'Azerbaigian. 

## Filmografia
- Babäk, regia di Eldar Kuliyev (1979)
- Yeddi gözəl, regia di Felix Slidovker (1982)
- Qətl günü, regia di Gyulbeniz Yusuf Azimzade (1990)
- Özgə vaxt, regia di Gusejn Mekhtiyev (1996)
- Könül nəğməsində variasiyalar - documentario (2002)
- Maestro - documentario (2002)
- Bir anın həqiqəti, regia di Ramiz Fataliyev (2003)
- Arxada qalmış gələcək, regia di Rüfat Asadov (2005)
- Cavid ömrü, regia di Ramiz Hasanoglu (2007)
- Maestro Niyazi - documentario (2007)
- Mahkumlar, regia di Mehriban Alakbarzada (2007)
- Cavad xan, regia di Rovshan Almuradli (2008)
- Ölüm növbəsi, regia di Fikret Aliyev (2009)
- Buta, regia di İlqar Nəcəf (2011)
- Tərsinə çevrilən dünya, regia di Anvar Abluc (2011)
- Sübhün səfiri, regia di Ramiz Hasanoglu (2012)

## Onorificenze
- Artista onorario dell'Azerbaigian SSR - 21 maggio 1970[1]
- Decreto onorario del Soviet supremo dell'Azerbaigian SSR - 24 febbraio 1979
- Titolo onorifico di "L'artista popolare dell'Azerbaigian SSR" - 1º dicembre 1982

## Riconoscimenti
- Per due volte è stato nominato "Il miglior direttore dell'anno in Turchia" per la sua direzione all'Ankara Opera and Ballet Theatre, dove è stato direttore principale dal 1993 al 1997.[2]
- Premio di Stato "Istiqlal" - 2 novembre 2017[3]
- Vincitore del Premio Internazionale "Golden Chinar" - 11 maggio 2018[4]